# Мёртвая зыбь

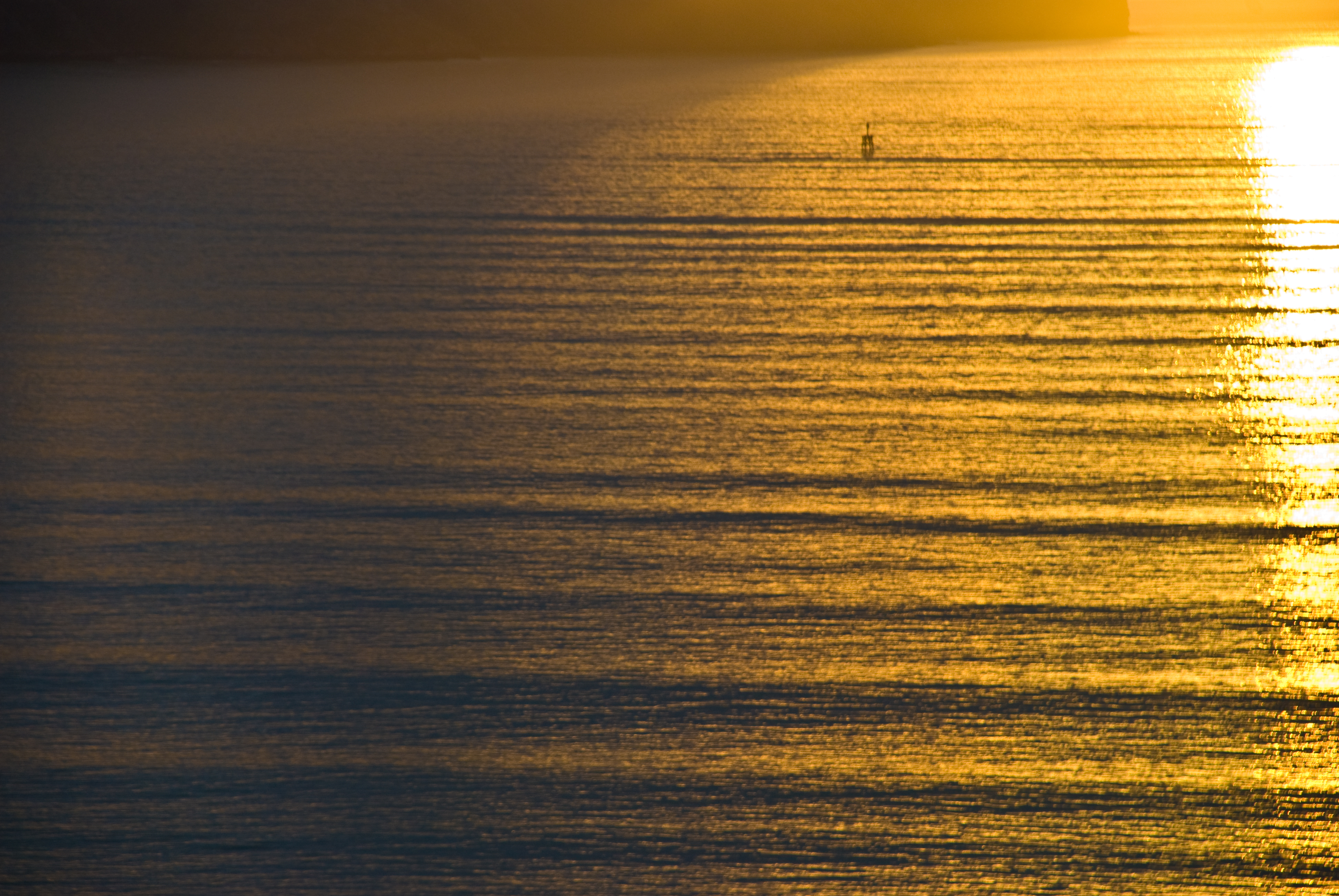
Мёртвая зыбь в Литтелтон-Харбор, Новая Зеландия (29 июля 2008 года)

Мёртвая зыбь — обозначение волн на водной поверхности, имеющих место при отсутствии прямого, непосредственного воздействия на неё внешней среды (например, ветров, подземных толчков и т. п.). После прекращения воздействия ветра продолжающееся волнообразное движение вызывается процессами, происходящими зачастую в весьма отдалённых регионах моря либо океана. При появлении мёртвой зыби постепенно уменьшается высота волны и увеличивается её длина. Так, на Средиземном море длина волны в этом случае обычно не превышает 150 метров. На малых глубинах и у берега высота волны вновь может увеличиваться, создавая прибой. При отсутствии ветра в состоянии мёртвой зыби на море волны могут перехлёстывать и сталкиваться друг с другом. В то же время формирующие движение волн ветры, дующие даже на значительном расстоянии от места наблюдения над районом с мёртвой зыбью, могут оказывать влияние на высоту волны здесь. Так, западные ветры, дующие на обширных просторах северной Атлантики, формируют в Северном море зоны мёртвой зыби с большей высотой волны, чем восточные ветры такой же силы.